# Родобальд (епископ Страсбурга)
Родобальд (лат. Rodobaldus; VII век) — епископ Страсбурга с 680 года.

## Биография
О происхождении и ранних годах жизни Родобальда сведений не сохранилось. В списках глав Страсбургской епархии он назван преемником Ротария, возможно, скончавшегося в 677 или 678 году.
В житии Вильфрида Йоркского сообщается, что тот на обратном пути из Рима в Британию весной 679 года посетил двор короля франков Дагоберта II и был с почётом принят этим монархом. Не желая отпускать из своего королевства столь выдающуюся персону, король предложил Вильфриду стать главой Страсбургской епархии, но тот отказался, возможно, из-за противодействия этому местного герцога Адальриха. Следовательно, в то время епископская кафедра в Страсбурге ещё была вакантна. Предполагается, что Родобальд получил сан епископа вскоре после отъезда Вильфрида: возможно, в 680 году.
В исторических источниках дата смерти Родобальда не указана. О его ближайших преемниках в епископском сане — Магнеберте, Лобиоле, Гундоальде и Гандо — не известно ничего, кроме их имён. Следующим после Родобальда епископом Страсбурга, о котором сохранились достаточно подробные свидетельства, был Видегерн, упоминания о котором относится к 720-м годам.